# Robert Frosch
Robert Alan Frosch (Nova Iorque, 22 de maio de 1928) é um físico estadunidense. Formado pela Universidade Columbia, foi o quinto administrador da NASA, entre 1977-1981, durante o governo do presidente Jimmy Carter.